# Ясинский, Лев Адамович
Лев Адамович Ясинский (1802—1848) — профессор Московского отделения Медико-хирургической академии.

## Биография
Родился в Москве 18 февраля (2 марта) 1802 года. Происходил из духовного звания; младший брат Р. А. Ясинского. 
Воспитывался сначала в Екатеринославском духовном училище, затем в Екатеринославской духовной семинарии, откуда в 1821 году поступил учиться в Московском отделении Петербургской медико-хирургической академии. Окончил её в 1826 году со степенью лекаря I-го отделения, в 1828 году получил звание акушера.
Начав ещё в 1827 году свою службу в Московской медико-хирургической академии адъюнкт-профессором по кафедре ветеринарной хирургии, науки о заводах и экстерьере, он 30 января 1830 года защитил докторскую диссертацию: «De generali aneurysmathum notione eorum pathologiam et therapiam spectante» и, получив степень доктора медицины, занял должность помощника инспектора академии. Вскоре он был назначен адъюнкт-профессором по кафедре ветеринарной хирургии.
В ноябре 1830 года Ясинский был перемещён в Санкт-Петербургскую медико-хирургическую академию — адъюнкт-профессором по кафедре физиологии и патологии; в 1834 году вернулся в Москву. В 1833—1838 годах был учёным секретарем академии. Оставив в 1834 году должность помощника инспектора, он принял на себя обязанности библиотекаря. В том же, 1834 году, он был утвержден и в звании ординарного профессора академии по кафедре зоотомии, сравнительной физиологии и эпизоотических болезней; с августа 1836 года — ординарный профессор по кафедре частной патологии и терапии. Сложив в 1837 году с себя обязанности библиотекаря, а в 1838 году — обязанности учёного секретаря, Ясинский до 1840 года оставался профессором зоотомии. Когда же в 1840 году после профессора А. Л. Ловецкого освободилась кафедра физиологии, то она предложена была Ясинскому. Одновременно с этим он определился главным врачом больницы графа Шереметева в Москве (ныне — НИИ имени Склифосовского). С 1844 года был избран академиком и в этом же году вышел в отставку.
Должность главного врача Шереметевской больницы он занимал до самой своей смерти. 
Л. А Ясинский умер в Москве 5 (17) августа 1848 года и был похоронен на кладбище Покровского монастыря.